# Roccarainola
Roccaraìnola è un comune italiano di 6 530 abitanti della città metropolitana di Napoli in Campania.
Il nome è composto da due termini, il primo, si riferisce ad un'altura (appunto rocca) su cui sorgeva un castello, il secondo fa riferimento ad un nome di persona di origine longobarda, Ragino o Raino. Secondo alcuni, invece il termine Rainola è legato al termine rava, ossia dirupo a cui fu poi aggiunto il termine rocca dove fu costruito il castello.

## Geografia fisica
Situata nell'alto nolano, in posizione baricentrica e ai confini con le province di Caserta, Benevento ed Avellino.

## Storia
Il comune di Roccarainola è tra i più vasti dell'Agro nolano, con i suoi 28,1 km² risulta essere il nono comune più grande della Città metropolitana di Napoli. 
Compreso fino al 1927 nella Terra di Lavoro, la sua attuale configurazione risale ai primi anni del XIV secolo, allorché il feudatario Martino II riunì in suo potere i feudi normanni di Roccarainola e Fellino.
Le prime tracce lasciate dall'uomo sul suo territorio risalgono al paleolitico superiore, con le stazioni preistoriche del Riparo di Fellino e della Grotta di Roccarainola.
Notevole la presenza di “ceramica appenninica” dell'Età del Bronzo.
Al periodo preromano è ascrivibile la seconda parte del toponimo Roccarainola (in latino: Rocca Ravinola o Rocca Raynola), e cioè rainola, derivata dalla forma latinizzata ravinula/ravinola, corrispondente all'etrusco ravenna, entrambe derivate dalla base preindoeuropea rava, legata semanticamente al concetto di "dirupo franoso solcato da un corso d'acqua", condizioni geomorfologiche chiaramente riscontrabili nella parte più antica dell'attuale abitato. 
Il terminegenerico “rocca” è evidente aggiunta del periodo medievale.
Numerosi toponimi di epoca romana confermano che il vasto territorio di questo comune fu sede di centri abitati e villae rustiche da almeno due millenni. Altri casali, quasi tutti montani, vi fecero la loro comparsa in epoca medievale. 
Attualmente i centri abitati che compongono il comune sono: Roccarainola centro, Gargani, Piazza, Sasso, Fellino e Polvica.
I ruderi del Castello di Roccarainola e della Castelluccia testimoniano ancora oggi l'importanza strategica di questo territorio in periodo medievale. 
Una ricca serie di chiese e cappelle attestano a loro volta la secolare religiosità cristiana del territorio, suddiviso almeno dal XIV secolo in tre parrocchie (Sasso, Gargani e Roccarainola).
La serie dei feudatari di Roccarainola è nota con certezza a partire dal XII-XIII secolo, fino alla eversione della feudalità in epoca napoleonica, ma si conoscono documenti di questa Terra a partire dall'VIII secolo.
Tra i monumenti conservati occorre citare l'acquedotto artificiale di epoca romana del tipo “a cunicoli filtranti” o “qanat” in località Fontanelle, il Palazzo Baronale o “Palazzotto” e il Palazzo De Rinaldi.
Il territorio di Roccarainola, prevalentemente montano, è compreso in buona misura nella catena del Partenio, con i circa 1 000 ettari di bosco della cosiddetta Foresta demaniale.
Roccarainola è conseguentemente parte essenziale del Parco regionale del Partenio. 
Dall'Alto Medioevo fino a tutto il secolo XIV si conoscono di Roccarainola 41 documenti, di cui i primi 14 del periodo bizantino-longobardo e gli altri del periodo feudale. Durante il primo di questi periodi, e cioè fino all'XI secolo, la Terra di Roccarainola ricade con alterne vicende lungo il confine del Ducato di Napoli con il Ducato Longobardo di Benevento. I casali di questo periodo sono numerosi, e cioè, da occidente ad oriente: Casale alle Grotte, Boccabocca, Fellino, Sasso, Mediana, Barcano, Urbano, Materno, Gargani, Ravinula, Puzano, Maimano e un altro casale collinare di cui ignoriamo tuttora il nome.
All'inizio del secondo periodo vengono costruiti i due castelli di Roccarainola e di Fellino, quest'ultimo detto "La Castelluccia". A questi fortilizi collinari corrispondono i due feudi omonimi, appartenuti a feudatari diversi fino al 1315, con l'unificazione sotto il feudatario Martino II. 
La cronologia dei feudatari di Roccarainola è incompleta fino al XIII secolo, conoscendone solo per il periodo precedente, Guglielmo Fallarino verso il 1152, Martino I dal 1268, quindi Goffredo suo figlio, e poi il figlio di Goffredo, Martino II. La serie successiva dei feudatari di Roccarainola è la seguente: 
- Nicola, figlio di Martino II, dal 1329 al 1344
- Filippo, Nicola e Carlo di S. Liceto, figli di Clemenza, dal 1344
- Giovannello Fuscaldo, che acquista il feudo dai tre fratelli, fino al 1381
- Giacomo Gaetano, che lo ebbe dal re nel 1381
- Floramonte di Pietramala, fino al 1457
- Ugo D'Alagno (dal 1457 al 1481) e suo figlio Cola, fino al 1512
- Goffredo Galluccio, fino al 1527
- Giovanni Tomacelli, fino al 1528
- Luigi Ram, fino al 1532
- ancora Giovanni Tomacelli (fino al 1551), e quindi suo figlio Scipione, poi Marcello, figlio di Scipione e poi Porzia, figlia in minore età di Marcello (reggente la di lei madre Luisa Loffredo)
- Francesco Antonio David (fino al 1592), suo figlio Giovanbattista (fino al 1612) e Francesco Antonio David, figlio di Giovanbattista, fino al 1663

Dal 1665 il feudo di Roccarainola passa, infine, alla famiglia Mastrilli, con Francesco, poi Marcello (fino al 1706), poi Isabella (fino al 1761), poi Mario (fino al 1781) ed ultimo Giovanni, fino al 1806, anno in cui fu abolita la feudalità da Giuseppe Bonaparte.
Il 18 luglio del 1943, durante la seconda guerra mondiale, il paese fu oggetto di un bombardamento alleato che provocò circa 35 vittime; in piazza San Giovanni è presente un monumento, inaugurato nel 2012, in memoria dell'evento.

### Simboli
Lo stemma è stato riconosciuto con D.P.C.M. del 2 febbraio 1945.
Il gonfalone, concesso con D.P.R. del 4 ottobre 1986, è un drappo troncato di rosso e di bianco.

## Monumenti e luoghi d'interesse
Architetture civili
- Palazzo Baronale. Il palazzo baronale di Roccarainola venne costruito sotto Cola D'Alagno negli ultimi anni del Quattrocento. Dai ruderi oggi si possono riconoscere un portale ed una scuderia. Recentemente è stato avviato un intervento di restauro finalizzato al recupero e alla riutilizzazione della struttura.
- Museo civico "Luigi D'Avanzo".
- Il Museo delle Arti Sacre - Cappella della SS. Concezione

Architetture religiose
- Chiesa di San Silvestro
- Santuario di Sant'Agnello Abate
- Chiesa della Santissima Concezione
- Chiesa di Santa Lucia
- Chiesa di San Giovanni Battista

Siti archeologici
- Castello medievale
- Antico acquedotto romano delle Fontanelle
- Area Archeologica di Cammarano
- Grotta paleolitica del "Tuoro'o Palazzo"

## Società

### Evoluzione demografica
Abitanti censiti

## Infrastrutture e trasporti
Il comune è servito dalla stazione di Roccarainola-Tufino, sulla linea Napoli - Nola - Baiano della ferrovia Circumvesuviana.

## Amministrazione
| Periodo | Periodo   | Primo cittadino        | Partito                  | Carica  | Note |
| ------- | --------- | ---------------------- | ------------------------ | ------- | ---- |
| 1890    | 1895      | Vincenzo De Simone     | Democrazia Cristiana     | Sindaco |      |
| 1895    | 1901      | Aniello De Stefano     | Democrazia Cristiana     | Sindaco |      |
| 1901    | 1904      | Antonio Miele          | Democrazia Cristiana     | Sindaco |      |
| 1904    | 1911      | Camillo De Rinaldi     | Democrazia Cristiana     | Sindaco |      |
| 1911    | 1914      | Aniello Vaiano         | Democrazia Cristiana     | Sindaco |      |
| 1914    | 1917      | Michele Manzo          | Democrazia Cristiana     | Sindaco |      |
| 1919    | 1924      | Vincenzo De Simone     | Democrazia Cristiana     | Sindaco |      |
| 1924    | 1926      | Antonio Martino        | Democrazia Cristiana     | Sindaco |      |
| 1926    | 1928      | Ernesto Vecchione      | Democrazia Cristiana     | Sindaco |      |
| 1929    | 1931      | Vincenzo Martino       | Democrazia Cristiana     | Sindaco |      |
| 1931    | 1938      | Pietro De Stefano      | Democrazia Cristiana     | Sindaco |      |
| 1938    | 1943      | Antonio Del Bene       | Democrazia Cristiana     | Sindaco |      |
| 1943    | 1944      | Mariano Mariottino     | Democrazia Cristiana     | Sindaco |      |
| 1944    | 1946      | Vito Antonio Capolongo | Democrazia Cristiana     | Sindaco |      |
| 1946    | 1952      | Giuseppe Miele         | Democrazia Cristiana     | Sindaco |      |
| 1952    | 1964      | Pietro De Stefano      | Democrazia Cristiana     | Sindaco |      |
| 1964    | 1978      | Guirino Sirignano      | Democrazia Cristiana     | Sindaco |      |
| 1988    | 1990      | Giuseppe Sirignano     | Democrazia Cristiana     | Sindaco |      |
| 1990    | 1991      | Saverio Russo          | Democrazia Cristiana     | Sindaco |      |
| 1991    | 2001      | Antonio Miele          | Democrazia Cristiana-PPI | Sindaco |      |
| 2001    | 2003      | Raffaele De Simone     | L'Ulivo                  | Sindaco |      |
| 2003    | 2004      | Fiamma Spena           | commissario prefettizio  | Sindaco |      |
| 2004    | 2009      | Antonio Miele          | Popolari UDEUR           | Sindaco |      |
| 2009    | 2014      | Antonio Maietta        | Lista civica (PD)        | Sindaco |      |
| 2014    | 2019      | Raffaele De Simone     | Lista civica (PD)        | Sindaco |      |
| 2019    | in carica | Giuseppe Russo         | Lista civica             | Sindaco |      |

### Altre informazioni amministrative
Compreso fino al 1927 nella Terra di Lavoro, oggi è al termine della città metropolitana di Napoli, al confine con le province di Avellino, Benevento e Caserta.
Il comune fa parte della Comunità montana Partenio - Vallo di Lauro.